# Takumi Watanabe
Takumi Watanabe (japanisch 渡辺 匠 Watanabe Takumi; * 15. März 1982 in der Präfektur Fukushima) ist ein ehemaliger japanischer Fußballspieler.

## Karriere
Watanabe erlernte das Fußballspielen in der Schulmannschaft der Toko Gakuen High School. Seinen ersten Vertrag unterschrieb er 2000 bei den Kawasaki Frontale. Der Verein spielte in der höchsten Liga des Landes, der J1 League. Am Ende der Saison 2000 stieg der Verein in die J2 League ab. 2004 wurde er mit dem Verein Meister der J2 League und stieg wieder in die J1 League auf. Für den Verein absolvierte er 93 Ligaspiele. 2006 wechselte er zum Zweitligisten Montedio Yamagata. 2008 wurde er mit dem Verein Vizemeister der J2 League und stieg in die J1 League auf. Für den Verein absolvierte er 108 Ligaspiele. 2010 wechselte er zum Zweitligisten Roasso Kumamoto. Für den Verein absolvierte er 25 Ligaspiele. 2011 wechselte er zum Drittligisten Matsumoto Yamaga FC. Am Ende der Saison 2011 stieg der Verein in die J2 League auf. Für den Verein absolvierte er 36 Ligaspiele. 2013 wechselte er zum Ligakonkurrenten Yokohama FC. Für den Verein absolvierte er 24 Ligaspiele. 2016 wechselte er zum Drittligisten Fukushima United FC. Für den Verein absolvierte er 34 Ligaspiele. Ende 2017 beendete er seine Karriere als Fußballspieler.

## Erfolge
Kawasaki Frontale
- J.League Cup

Finalist: 2000